# Kentish Town (Metropolitano de Londres)
Kentish Town é uma estação do Metrô de Londres em Kentish Town no borough londrino de Camden em Londres.

## História
A primeira estação foi aberta pela Midland Railway em 1 de outubro de 1868 na extensão de seu novo terminal de Londres em St Pancras.
De maio de 1878 a setembro de 1880, o serviço MR Super Outer Circle passou pela estação, de St. Pancras até a estação de metrô Earl's Court via Cricklewood e South Acton.
A estação da linha principal foi reconstruída em 1983, nada do edifício original da estação permanece. A estação separada do metrô de Londres foi inaugurada em 22 de junho de 1907 pela Charing Cross, Euston and Hampstead Railway (CCE&HR), uma precursora da Northern Line. A estação foi projetada por Leslie Green com a fachada vermelho-sangue de boi terracota vitrificada e as janelas semicirculares no nível do primeiro andar comuns à maioria das estações originais da CCE&HR e suas duas ferrovias associadas, a Baker Street and Waterloo Railway e a Great Northern, Piccadilly and Brompton Railway que foram inauguradas no ano anterior. Quando a estação Kentish Town foi inaugurada, a próxima estação CCE&HR ao sul era a South Kentish Town, mas essa estação fechou em 1924 devido ao baixo uso. A estação Gospel Oak na linha North London foi inaugurada em 1860 como "Kentish Town", mas recebeu seu nome atual em 1867, quando a North London Railway foi inaugurada Kentish Town West.
Era a junção dos serviços para Barking até 1981, quando os serviços foram desviados para terminar e começar em Gospel Oak. O ramal para Junction Road Junction foi então fechado, os trilhos foram removidos e o leito dos trilhos foi vendido para uso industrial.